# Laski Wałeckie
Laski Wałeckie – wieś w Polsce położona w województwie zachodniopomorskim, w powiecie wałeckim, w gminie Wałcz.

## Historia
Miejscowość pierwotnie związana była z Zachodnim Pomorzem, a później Nową Marchią oraz Wielkopolską. Ma metrykę średniowieczną i prawdopodobnie istnieje co najmniej od przełomu XIII-XIV wieku. Zanim w tym miejscu powstała wieś w 1251 (źródło znane z falsyfikatu z końca XV wieku) w opisie granic enklawy nowojmarchijskiej obejmującej wsie Próchnowo i Piecnik wymieniono m.in. Latzke nieistniejące obecnie jezioro. W 1290 odnotowano nieznany obiekt Lecken, który graniczył z puszczą Trzebież. Historycy nie są pewni czy wzmianka ta dotyczy nieistniejącego jeziora czy osady Laski Wałeckie.
W 1314 Bracia Henryk oraz Jan Wedlowie uzupełnili uposażenie miasta Frydland (obecnie Mirosławiec) nadając mu m.in. kolejną wieś lokowaną w dystrykcie "Kawrenz Las"  (po łacinie „locus ville, qui dicitur Kawrenz Las”). Niemiecki historyk F. Schultz zinterpretował tę nazwę jako „Lawrenz Las” i zidentyfikował ją z Laskami Wałeckimi, a za nim tę hipotezę powtarzają także inni autorzy. W XIV wieku miejscowość należała do powiatu wałeckiego Korony Królestwa Polskiego.
W wyniku I rozbioru Polski w 1772, miejscowość przeszła w posiadanie Prus i znalazła się w zaborze pruskim.
W latach 1975–1998 miejscowość administracyjnie należała do województwa pilskiego.